# Funaria berteroana
Funaria berteroana là một loài Rêu trong họ Funariaceae. Loài này được Hampe ex Müll. Hal. mô tả khoa học đầu tiên năm 1862.